# Just Cause (serie)
Just Cause (en español Causa Justa, aunque también es la expresión en inglés para "porque sí") es una serie de videojuegos pertenecientes al género de acción y aventura creada por Avalanche Studios. La serie consta de Just Cause, Just Cause 2, Just Cause 3 y Just Cause 4. Son videojuegos sandbox y se desarrollan principalmente en islas y archipiélagos. Para junio de 2018, la serie había vendido más de 15 millones de copias en todo el mundo.
La serie toma su nombre de la invasión de Estados Unidos a Panamá en el mundo real, cuyo nombre en código es "Operación por una Causa Justa".

## Descripción general
Cada entrega de la serie Just Cause presenta una historia de múltiples facciones que luchan por el control de una pequeña nación. Aunque los cuatro videojuegos tienen lugar en lugares del mundo real (el Caribe, el sudeste asiático, el Mediterráneo y América del Sur), las islas son ficticias y los videojuegos solo se inspiran en esos lugares. El jugador puede participar en una variedad de misiones secundarias opcionales, por ejemplo, liberar una aldea o apoderarse de la villa de un cártel de narcotráfico. En Just Cause, estas misiones son generalmente bastante repetitivas, pero necesarias para ganar puntos con ciertas facciones. En Just Cause 2 las misiones secundarias se hicieron únicas y más complejas. Cuando no están asumiendo una misión de la historia principal, los jugadores pueden deambular libremente y crear caos. Sin embargo, hacerlo puede atraer la atención no deseada y potencialmente fatal de las autoridades en forma de "Heat".
En los cuatro videojuegos, los jugadores juegan como Rico Rodríguez, un agente secreto que originalmente proviene de la nación mediterránea de Medici (que aparece en el tercer videojuego). El videojuego básico consiste en elementos de un juego de disparos en tercera persona y un videojuego de conducción, con un enorme mapa de mundo abierto para explorar. A pie, Rico es capaz de caminar, nadar y saltar, así como utilizar armas. Los jugadores pueden tomar el control de una variedad de vehículos, incluidos automóviles, barcos, aviones, helicópteros, motocicletas e incluso un scooter submarino. Los jugadores también pueden realizar acrobacias con sus coches en los que pueden pararse en el techo y saltar a otro coche, o elegir abrir su paracaídas mientras aún están en movimiento en el techo. Otras características clave de los videojuegos incluyen el parasailing (arreglárselas en un auto mientras se usa un paracaídas), paracaidismo y (a partir del tercer videojuego) traje de alas de vuelo .
El entorno abierto y no lineal permite a los jugadores explorar y elegir cómo desean jugar el videojuego. Al igual que muchos videojuegos de estilo "Sandbox", mientras que las misiones de la historia son necesarias para progresar en el videojuego, los jugadores pueden completarlas a su propio ritmo.

## Videojuegos

### Just Cause (2006)
El modo de juego principal de Just Cause consiste en elementos de un disparos en tercera persona y un videojuego de conducción, con un entorno amplio y abierto para moverse. A pie, el personaje del jugador es capaz de caminar, nadar y saltar, así como utilizar armas y elementos básicos. combate mano a mano. Los jugadores pueden tomar el control de una variedad de vehículos, incluidos automóviles, barcos, aviones, helicópteros y motocicletas. Los jugadores también pueden realizar acrobacias con sus coches en los que pueden pararse en el techo y saltar a otro coche, o elegir abrir su paracaídas mientras aún están en movimiento en el techo. Otras características clave del videojuego incluyen el parasailing (arreglárselas en un auto mientras usas un paracaídas) y el paracaidismo.
El entorno abierto y no lineal permite a los jugadores explorar y elegir cómo desean jugar el videojuego. Aunque las misiones de la historia son necesarias para progresar en el videojuego, los jugadores pueden completarlas a su propio ritmo. Cuando no están asumiendo una misión de argumento, los jugadores pueden deambular libremente y crear un caos. Sin embargo, hacerlo puede atraer la atención no deseada y potencialmente fatal de las autoridades descritas como "Heat". Cuanto más altos son sus niveles de calor, más autoridades hay y cada vez se hace más difícil.
El jugador también puede participar en una variedad de misiones laterales opcionales, por ejemplo, liberar una aldea o tomar el control de una plantación / villa de un cártel de drogas. Estos son generalmente bastante repetitivos pero son necesarios para ganar puntos con ciertas facciones.

### Just Cause 2 (2010)
Just Cause 2 es un videojuego de acción y aventura con uno de los mapas de videojuegos más grandes de la historia. Todos los videojuegos se encuentran en un mundo abierto / zona de pruebas e incluso la mayoría de las misiones se pueden realizar de varias formas creativas.
Establecido originalmente para ser lanzado en 2008, fue rechazado varias veces hasta que fue lanzado el 23 de marzo de 2010 en América del Norte y el 26 de marzo de 2010 en Europa.
Se podía comprar en edición original o limitada que venía con Rico Gun, Rifle de asalto Bulls Eye, Chevalier Classic, Agency Hovercraft, Chaos Parachute y un Panauan Intel Map y Poster de doble cara. Todos estos elementos (distintos del mapa) se pueden obtener como contenido descargable.
También hay una versión de demostración gratuita del videojuego disponible para descargar.

### Just Cause 3 (2015)
Just Cause 3 fue lanzado en todo el mundo el 1 de diciembre de 2015. El videojuego se desarrolla en la ficticia isla mediterránea de Medici, donde lo dirige el dictador Di Ravello. Junto con un mapa más grande que el de Just Cause 2 , está la característica adicional de un traje de alas que usará su personaje principal, Rico Rodríguez.
En comparación con Just Cause 2, la historia ahora es mucho más extensa, pero ya no hay misiones secundarias para cada una de las facciones. Sin embargo, ahora hay encuentros aleatorios (que pueden volver a ocurrir) y muchos más tipos de carreras y otros desafíos.
El videojuego permite a los jugadores abrirse camino a través de las paredes, volar y derribar radares y estatuas aún más grandes, que se romperán en más pedazos. Incluso puedes volar todo un puente, si te persiguen. "Esa es la escala de destrucción que buscamos, en realidad no romper un agujero en la pared".

### Just Cause 4 (2018)
Just Cause 4 es el último videojuego de la serie Just Cause, lanzado el 4 de diciembre de 2018. El videojuego se desarrolla en el ficticio país sudamericano de Solís. Los nuevos sistemas de clima dinámico amplían la función del traje de alas introducido en Just Cause 3 y son el foco de la historia.
En comparación con la Just Cause 3, el mapa es mucho más grande y más diverso, sin embargo, la eliminación del sistema de captura base reduce la necesidad de visitar grandes porciones del mapa. Sin embargo, la adición de fuego secundario para todas las armas presenta un nuevo desafío para los jugadores.

### Adaptación fílmica
En 2010, se informó que una adaptación cinematográfica de Just Cause, titulada Just Cause: El origen de Scorpion, estaba en producción, escrita por el escritor de cómics Bryan Edward Hill. Nada surgió de estos planes, y la Just Cause de Hill: Scorpion Rising nunca fue producida Universal Pictures.
En 2015, Adrian Askariehalso, productor de las películas de Hitman, declaró que esperaba supervisar un universo compartido de películas de Square Enix con Just Cause, Hitman, Tomb Raider, Deus Ex y Thief, pero admitió que no tiene los derechos de Tomb Raider. También afirmó, en ese momento, que la última perspectiva para la película Just Cause era que se basaría en el tercer lanzamiento de la serie de videojuegos. En mayo de 2017, los reporteros de Game Central en Metro UK sugirió que el universo compartido era improbable, señalando que no se había progresado en ninguna de las películas de Just Cause, Deus Ex ni Thief.
En marzo de 2017, se anunció que Jason Momoa interpretará a Rico Rodriguez y Brad Peyton dirigirá la película. A partir de abril de 2018, Peyton admitió que aún no existía un guion, y que él y Momoa ya tenían horarios completos hasta 2019.